# Похитонов, Григорий Данилович
Григорий Данилович Похитонов (1810—1882) — основатель фирмы «Общественная польза».

## Биография
Родился в 1810 году.
В конце 1850-х годов решил основать издательскую фирму. В 1858 году был создан «Торговый дом под фирмою Ст. Дм. Струговщикова, Г. Дан. Похитонова, Ник. Ив. Водова и К», который в 1860 году преобразован в паевое товарищество «Общественная польза». Для осуществления издательской стороны деятельности торгового дома была устроена единственная в то время в Санкт-Петербурге по своим размерам типография со словолитней, литографией, школой для наборщиков и фотографическим отделом. В середине 1860-х годов, поддерживая реформы Александра II, Товарищество предпринимало издание народных книг и много содействовало распространению грамотности в населении и в войсках.
Товарищество занималось не только издательской деятельностью; для чтения лекции, составления самостоятельных научных трактатов и редакции переводов иностранных классических сочинений были приглашены лучшие профессора и ученые того времени. Публичные лекции читались в зале Пассажа и были прекрасно организованы.
Директором Товарищества Похитонов оставался до 1873 года.
Умер 13 (25) ноября 1882 года и был похоронен на Волковском православном кладбище.